# Pavlo Šeremeta
Pavlo Mychajlovyč Šeremeta (ukrajinsky Павло Михайлович Шеремета; * 23. května 1971, Lvov) je ukrajinský ekonom a politik. V roce 2014 zastával post ministra hospodářského rozvoje a obchodu Ukrajiny v první vládě Arsenije Jaceňuka. Ministrem byl jmenován 27. února 2014 po událostech Euromajdanu. Na post ministra rezignoval 21. srpna 2014 s odůvodněním nemožnosti prosazení hospodářské reformy. Ukrajinský parlament jeho rezignaci přijal 2. září 2014.